# Roland Beier

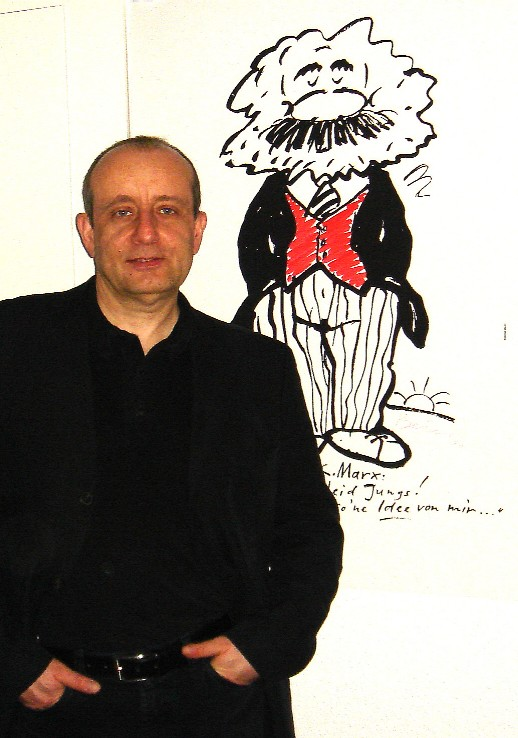
Roland Beier im April 2008

Roland Beier (* 1. August 1955 in Meißen) ist ein deutscher Grafiker und Karikaturist, der durch seine Marx-Karikatur 1990 auch international bekannt wurde. 

## Leben
Nach dem Abitur studierte Roland Beier 1972 bis 1974 an der Hochschule für Bildende Künste Dresden. Dem schloss sich ein Grafik-Design-Studium von 1974 bis 1979 an der Kunsthochschule Berlin-Weißensee unter anderem bei Werner Klemke und Axel Bertram mit Diplomabschluss an. Seit 1980 lebte und arbeitet er freischaffend als Grafikdesigner, Illustrator und Cartoonist in Dresden, Neubrandenburg und Berlin. Bis 1989 war er Mitglied im Verband Bildender Künstler der DDR. 2000 Umzug nach Berlin-Karolinenhof.
International bekannt wurde Roland Beier 1990 mit der Marx-Karikatur Tut mir leid Jungs ! War halt nur so 'ne Idee von mir..., die bis heute zahlreich im In- und Ausland veröffentlicht wurde und als Poster über die Kontaktdaten auf seiner Homepage bestellt werden kann. 
Seine Werke befinden sich unter anderem im Besitz des Hauses der Geschichte in Bonn und Leipzig, Satiricum Greiz, Sammlung Spießhofer/Schweiz, Jacobs-Suchard GmbH Bremen, Sammlung Beate Uhse Flensburg, Deutsches Postmuseum Frankfurt a. M., Gothaer Versicherung Köln; Kunstbibliothek im Kulturforum Potsdamer Platz Berlin und in verschiedenen Privatsammlungen.

## Werke (Auswahl)

### KarikaturTut mir leid Jungs! War halt nur so 'ne Idee von mir...
Erstmals wurde diese Karikatur, die im Januar 1990 entstand, in der ersten "Westausgabe" der Wochenzeitschrift EULENSPIEGEL im April 1990 (Heft 15/1990) veröffentlicht. Die Karikatur sollte eigentlich auf die Titelseite, aber die Redaktion hatte damals Bedenken, ob sich ein Satireheft mit Karl Marx auf der Titelseite im Westen verkauft. Ausgestellt wurde die Originalzeichnung (100 × 70 cm, damals noch ohne rote Weste) erstmals 1990 in der Berliner Galerie am Chamissoplatz, dann in der Elefantenpress-Galerie in der Zossener Straße 32 in Berlin-Kreuzberg und in der "Karigrafie" am Fernsehturm Berlin. Von der Jury der letzten DDR-Satirebiennale in Greiz im März 1990 wurde die Karikatur ausjuriert.
Die Karikatur ist auch in der Sammlung des Deutschen Bundestages, der die weltweit einmalige und größte Sammlung von Karikaturen besitzt, enthalten.

### Buchgestaltungen und Buchillustrationen
- 1981 Kazimierz Moczarski: Gespräche mit dem Henker (Verlag der Nation)
- 1981 Maj Sjöwall und Per Wahlöö: Die Tote im Götakanal (Verlag Volk und Welt)
- 1989 Ursula Ringer: Zwei kaut Schokolade. Schulgeschichten und Gedichte für Anfänger und Fortgeschrittene (Kinderbuchverlag Berlin)
- 1990 Rudi Strahl: Mein Zustand ist ernst, aber nicht hoffnungslos. Ein Briefroman (Eulenspiegel-Verlag, ISBN 3-359-00222-9)
- 1996 Lothar Kusche Stille Nacht und Mandelfleisch (Edition Ost, ISBN 3-929161-67-2)
- 1997 Jochen Petersdorf: Das dicke Petersdorf-Buch (Eulenspiegel-Verlag, ISBN 3-359-00906-1)
- 2006 Wilfried Bütow Kennst Du Heinrich Heine? Texte von Heine für junge Leser (Bertuch Verlag, ISBN 3-937601-32-5)
- 2007 Karlheinz Fingerhut: Kennst du Franz Kafka? (Bertuch Verlag, ISBN 978-3-937601-44-1)
- 2007 Alain Bosquet: Marlene Dietrich, Eine Liebe am Telefon (Hendrik Bäßler Verlag, ISBN 978-3-930388-41-7)
- 2008 Astrid Koopmann: ′′Kennst du Erich Kästner?′′ (Bertuch Verlag, ISBN 978-3-937601-68-7)

Weiterhin illustrierte Roland Beier zahlreiche Schulbücher für den Cornelsen Verlag.
- 2006 Klaus Berold: ′′Words you can use.′′ Lernwörterbuch Englisch (Cornelsen Verlag Berlin, ISBN 3-464-02859-3)

## Ausstellungen (Auswahl)
- 1982/83 IX. Kunstausstellung der DDR, Dresden
- 1987/88 X. Kunstausstellung der DDR, Dresden (Katalog)
- 1988 7. Salon International Du Dessin D´Humor St.Just le Martel/Frankreich
- 1989 Roland Beier "Satirische Objekte", Galerie Visuell, Berlin
- 1990 "Karigrafie 90", Fernsehturm Berlin (Katalog)
- 1992 Caricatura, Kassel (Katalog)
- 1993 "Telecartoon", Frankfurt am Main (Katalog)
- 1993 "100 Meisterwerke aus der Satirezeitschrift Eulenspiegel", Berliner Panoptikum
- 1993 15. Festival International Du Dessin Humoristique D'Anglet, Biarritz (Frankreich)
- 1996 Gothaer Karikade "Hotline", Gothaer Versicherung Hamburg (Katalog)
- 1998 "Sprachlos/Sans Paroles", Emmental (Schweiz) (Katalog)
- 1998 Gothaer Karikade "Wächselbäder", Gothaer Versicherung Mainz (Katalog)
- 1997 "Aalglatt bis Zoni", Cartoonfabrik Berlin (Katalog)
- 1999 Karikcartoon "Im Namen der Freiheit", Leipzig (Katalog)
- 1999 Gothaer Karikade "Eurovisionen", Gothaer Versicherung Weimar (Katalog)
- 2000 Triennale Greiz "Karikatur-10 Jahre deutsche Einheit", SATIRICUM Greiz (Katalog)
- 2001 "Viva Europa", Deutscher Karikaturenpreis der Sächsischen Zeitung Dresden (Katalog)
- 2001 "Alles Karikatur-das gezeichnete 20. Jahrhundert", Karikaturmuseum Krems/Österreich (Katalog)
- 2005 "Unterm Strich", Karikaturen und Zensur in der DDR, Stiftung Haus der Geschichte der BRD/Leipzig (Katalog)
- 2009 VI. Triennale Greiz, "Im Dschungel der Kleinstadt"
- 2010 "Weißes Gold", Kunstverein Meißen (zusammen mit Kay Leonhardt)
- 2011 "Farbmeer", Villa Irmgard, Heringsdorf

## Auszeichnungen
- 1992 4. Preis (Journalistenpreis) der 5. Triennale europeenne de la affiche politique, Mons/Belgien für die Marx-Karikatur als Plakat